# 晏明
晏 明（あん めい）は、中国の通俗歴史小説『三国志演義』に登場する架空の武将である。
曹洪配下の部将。三尖両刃の剣の使い手。長坂の戦いで阿斗を抱える趙雲に斬りかかるが、3合と打ち合えずに突き倒されて果てる。